# Isagarh
Isagarh (o Issagarh) è una suddivisione dell'India, classificata come nagar panchayat, di 10.347 abitanti, situata nel distretto di Ashoknagar, nello stato federato del Madhya Pradesh. In base al numero di abitanti la città rientra nella classe IV (da 10.000 a 19.999 persone).

## Geografia fisica
La città è situata a 24° 49' 60 N e 77° 52' 60 E e ha un'altitudine di 488 m s.l.m..

## Società

### Evoluzione demografica
Al censimento del 2001 la popolazione di Isagarh assommava a 10.347 persone, delle quali 5.499 maschi e 4.848 femmine. I bambini di età inferiore o uguale ai sei anni assommavano a 1.857, dei quali 959 maschi e 898 femmine. Infine, coloro che erano in grado di saper almeno leggere e scrivere erano 6.395, dei quali 3.970 maschi e 2.425 femmine.